# Pawlodar
Pawlodar (kasachisch und russisch Павлодар) ist eine Großstadt in Kasachstan. Sie liegt im Norden des Landes am Fluss Irtysch an den südlichen Ausläufern des Westsibirischen Tieflandes unweit der Grenze zur Russland, rund 400 Kilometer nordöstlich der Hauptstadt Astana. Mit 336.547 Einwohnern (Stand 1. Januar 2025) ist sie zugleich das Verwaltungszentrum und größte Stadt des Gebietes Pawlodar.

## Geografie

### Geografische Lage
Pawlodar liegt am Fluss Irtysch (kasachisch Ертіс Ertis) im äußersten Süden des Westsibirischen Tieflandes. In der Nähe der Stadt beginnt der Irtysch-Qaraghandy-Kanal. Pawlodar ist Hauptstadt des gleichnamigen Gebiets.

### Klima
|                        | Jan   | Feb   | Mär   | Apr  | Mai  | Jun  | Jul  | Aug  | Sep  | Okt  | Nov   | Dez   |   |      |
| Mittl. Temperatur (°C) | −15,9 | −14,9 | −7,0  | 5,6  | 14,1 | 19,8 | 21,5 | 19,0 | 12,2 | 4,3  | −6,1  | −12,8 | ⌀ | 3,4  |
| Mittl. Tagesmax. (°C)  | −10,9 | −9,4  | −1,5  | 12,3 | 20,8 | 26,3 | 27,9 | 25,8 | 19,0 | 10,4 | −1,4  | −8,1  | ⌀ | 9,4  |
| Mittl. Tagesmin. (°C)  | −20,9 | −20,4 | −12,2 | −0,8 | 6,7  | 12,6 | 15,1 | 12,4 | 5,9  | −0,9 | −10,3 | −17,7 | ⌀ | −2,5 |
|                        |       |       |       |      |      |      |      |      |      |      |       |       |   |      |
| Niederschlag (mm)      | 20    | 16    | 13    | 18   | 29   | 31   | 55   | 28   | 21   | 25   | 23    | 21    | Σ | 300  |
|                        |       |       |       |      |      |      |      |      |      |      |       |       |   |      |
| Regentage (d)          | 0,7   | 0,5   | 3     | 8    | 12   | 12   | 15   | 12   | 11   | 10   | 4     | 1     | Σ | 89,2 |
|                        |       |       |       |      |      |      |      |      |      |      |       |       |   |      |
| Luftfeuchtigkeit (%)   | 79    | 79    | 80    | 62   | 54   | 55   | 60   | 61   | 63   | 71   | 80    | 80    | ⌀ | 68,6 |

| −20,9 |

| −20,4 |

| −12,2 |

| −0,8 |

| 6,7 |

| 12,6 |

| 15,1 |

| 12,4 |

| 5,9 |

| −0,9 |

| −10,3 |

| −17,7 |

| −20,9 |

| −20,4 |

| −12,2 |

| −0,8 |

| 6,7 |

| 12,6 |

| 15,1 |

| 12,4 |

| 5,9 |

| −0,9 |

| −10,3 |

| −17,7 |

## Geschichte

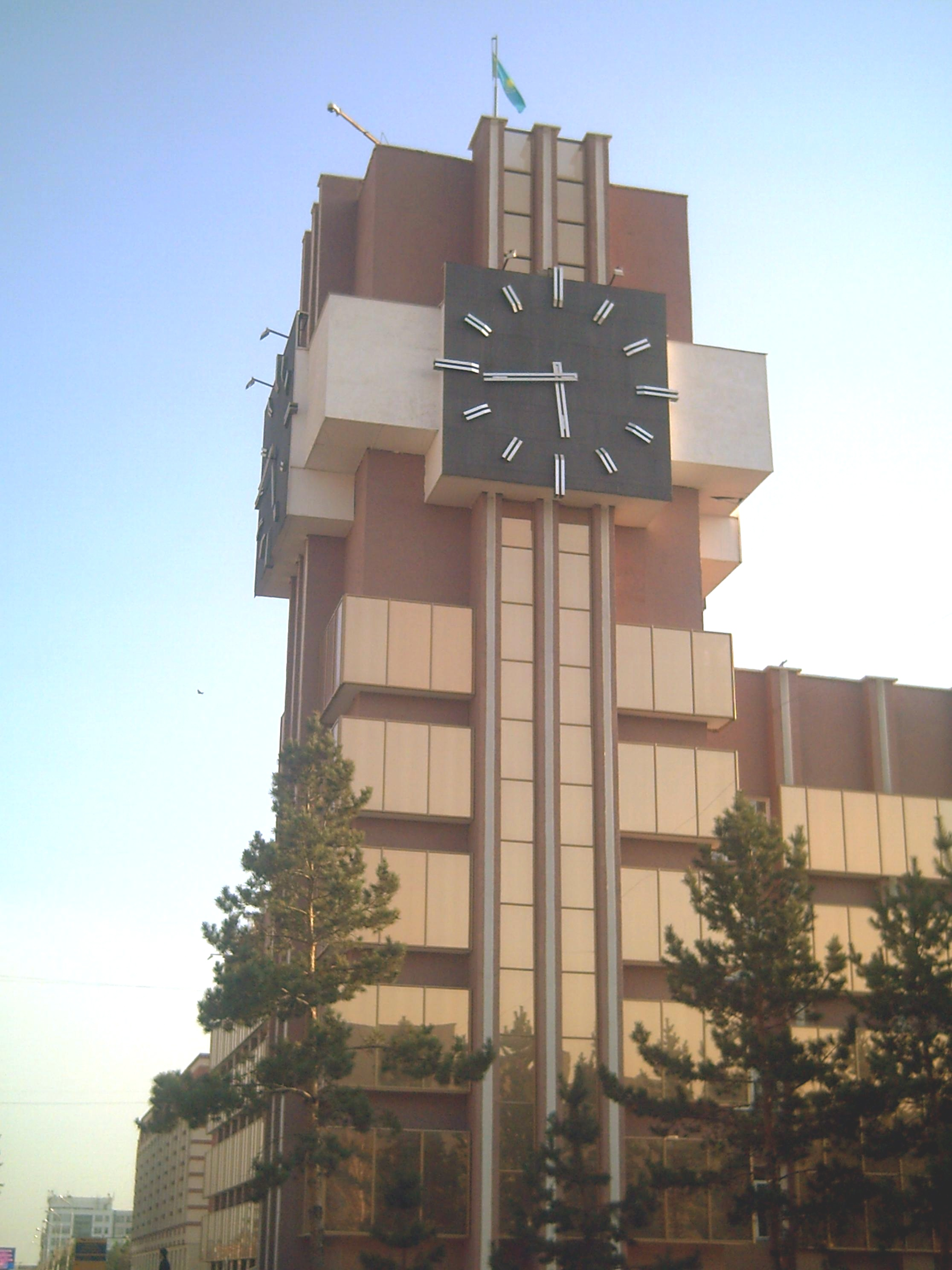
Hauptpostamt

Auf dem heutigen Stadtgebiet wurde im Jahr 1720 der Vorposten einer Kosakengarnison mit dem Namen Korjakowski (Коряковский) gegründet. Sie diente dem Schutz russischer Handels- und Expeditionsreisender vor den einheimischen Dschungaren. Am 4. April 1861 wurde sie auf Erlass des russischen Zaren Alexander II. in eine Festungsstadt umgewandelt und zu Ehren seines jüngsten, im Jahr zuvor geborenen Sohnes Pawel in Pawlodar umbenannt; dar steht im Russischen für „Geschenk“. 1869 wurde die Stadt Kreiszentrum der damaligen Semipalatinskaja Oblast.
Im November 1917 bildete sich der Arbeiter- und Soldatenrat der Roten Garden und am 1. Oktober 1918 wurde die Stadt sowjetisch. Am 15. Januar 1938 wurde die Pawlodar Oblysy (damals Pawlodarskaja Oblast) mit Pawlodar als Zentrum gegründet.

## Politik

### Bürgermeister
Die Bürgermeister (Äkim) von Pawlodar:
- Alexander Rjumkin (1991–1994)
- Wladimir Pychtin (1994–1998)
- Nikolai Tschmych (1998–2003)
- Qairat Nurpejissow (2003)
- Bäkir Demeuow (2003–2009)
- Baqytschan Scholamanow (2009–2011)
- Orasgeldi Qajyrgeldinow (2011–2014)
- Bolat Baqauow (2014–2016)
- Nurschan Äschimbetow (2016–2018)
- Änuar Kümpekejew (2018–2019)
- Qairat Nükenow (seit 2019)

### Städtepartnerschaften
Pawlodar listet folgende drei Partnerstädte auf:
| Stadt        | Land                     | seit |
| ------------ | ------------------------ | ---- |
| Bydgoszcz    | Kujawien-Pommern, Polen  | 2012 |
| Denizli      | Ägäisregion, Türkei      |      |
| Kayseri      | Zentralanatolien, Türkei | 2010 |
| Kropywnyzkyj | Kirowohrad, Ukraine      |      |
| Omsk         | Sibirien, Russland       | 2015 |

## Bevölkerung

### Ethnische Zusammensetzung
Die Stadt hat etwa 358.856 Einwohner (2016).
Nationale Zusammensetzung des Gebietes der Stadtverwaltung (ab 1. Januar 2016):
- Kasachen: 159.835 (45,54 %)
- Russen: 156.567 (43,63 %)
- Ukrainer: 15.221 (4,24 %)
- Deutsche: 8131 (2,27 %)
- Tataren: 7209 (2,01 %)
- Weißrussen: 2044 (0,57 %)
- Inguschen: 1208 (0,34 %)
- Moldawier: 755 (0,21 %)
- Aserbaidschaner: 867 (0,24 %)
- Tschetschenen: 692 (0,21 %)
- Koreaner: 618 (0,17 %)
- Polen: 471 (0,13 %)
- Bulgaren: 365 (0,10 %)
- Tschuwaschen: 306 (0,09 %)
- Baschkiren: 368 (0,10 %)
- andere: 3855 (1,07 %)
- Insgesamt: 358.856 (100,00 %)

### Religionen

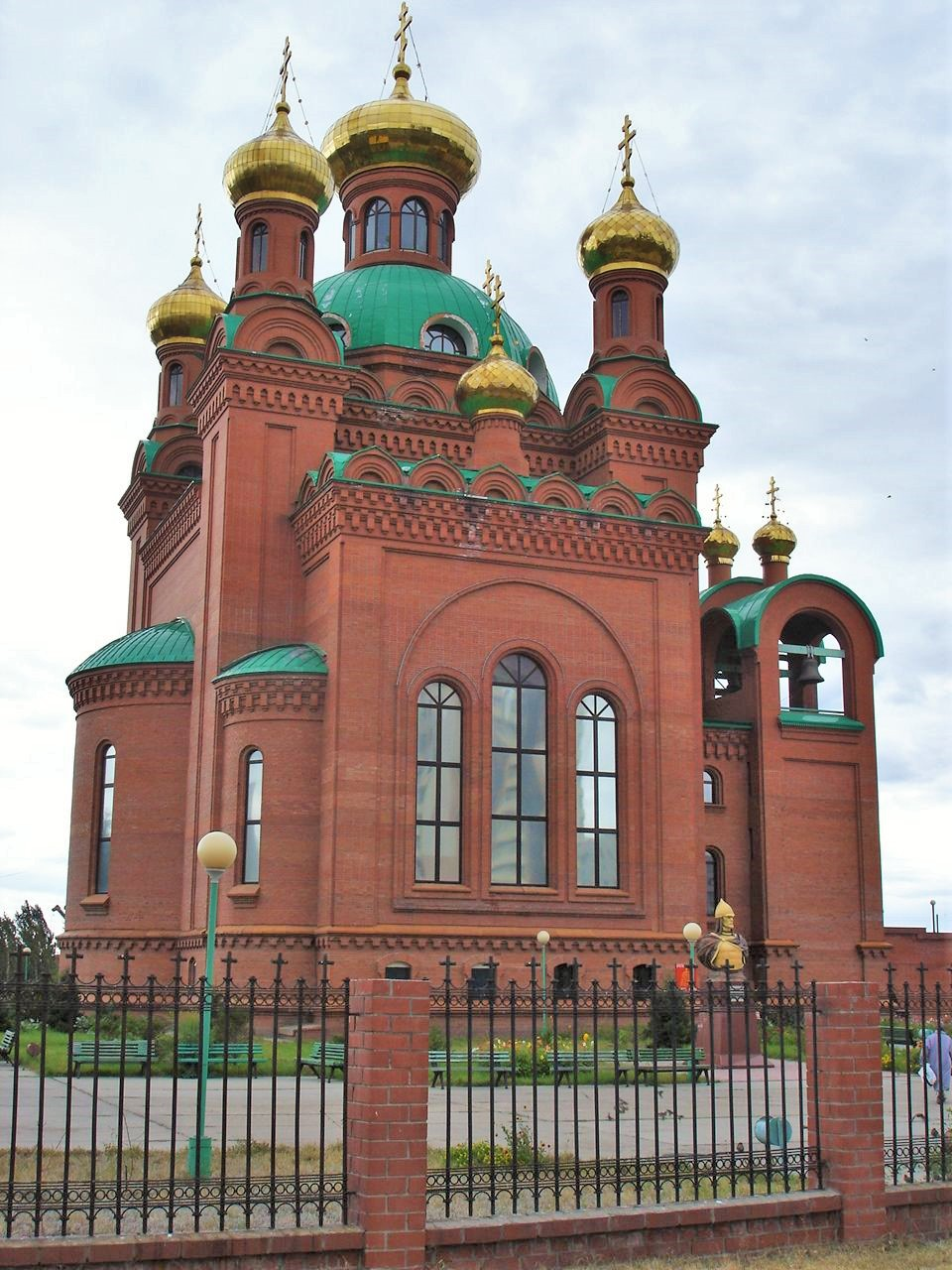
Russisch-Orthodoxe Mariä-Verkündigungs-Kathedrale (Blagoweschtschenski sobor)
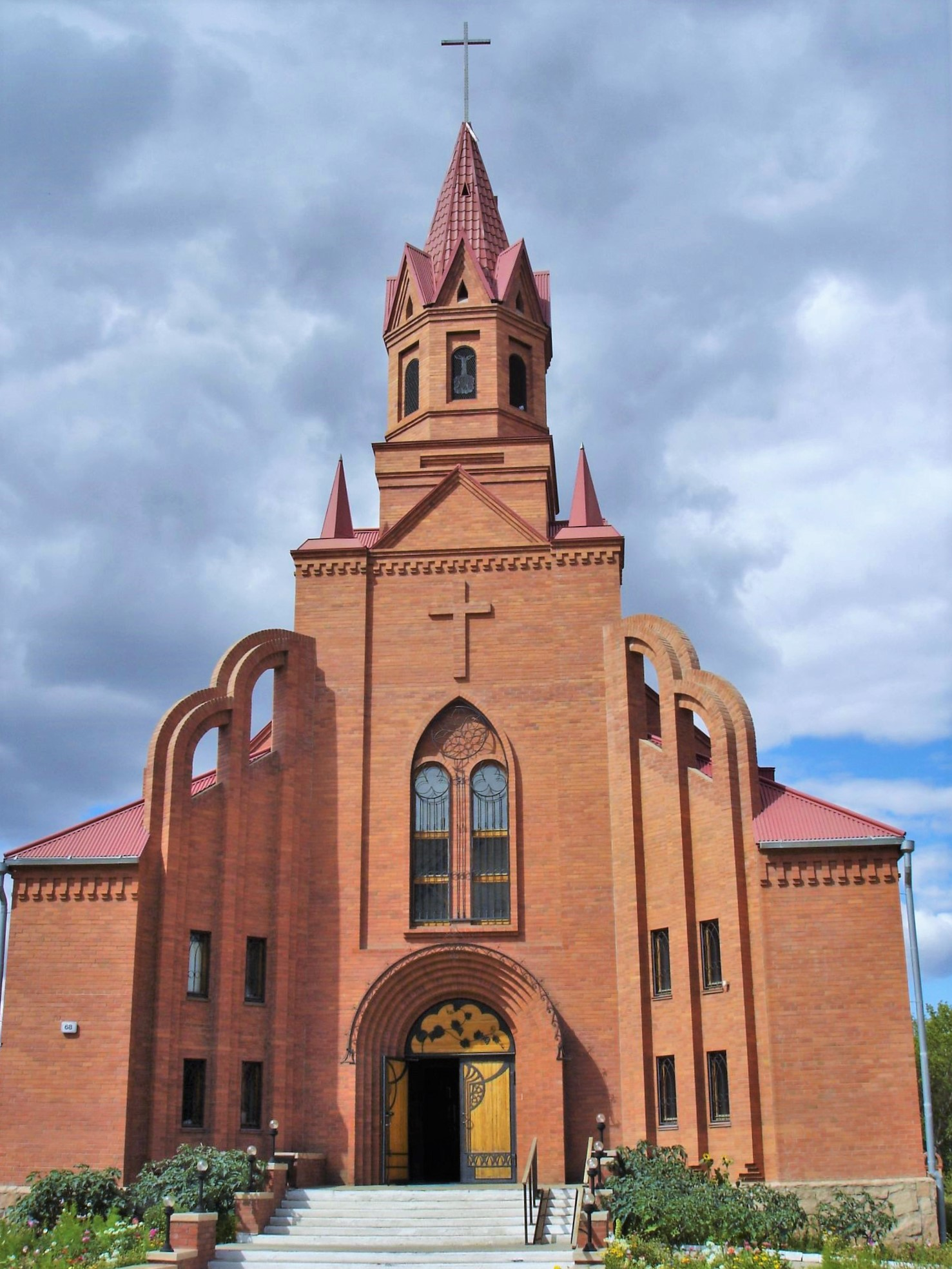
Katholische Kirche St. Teresa
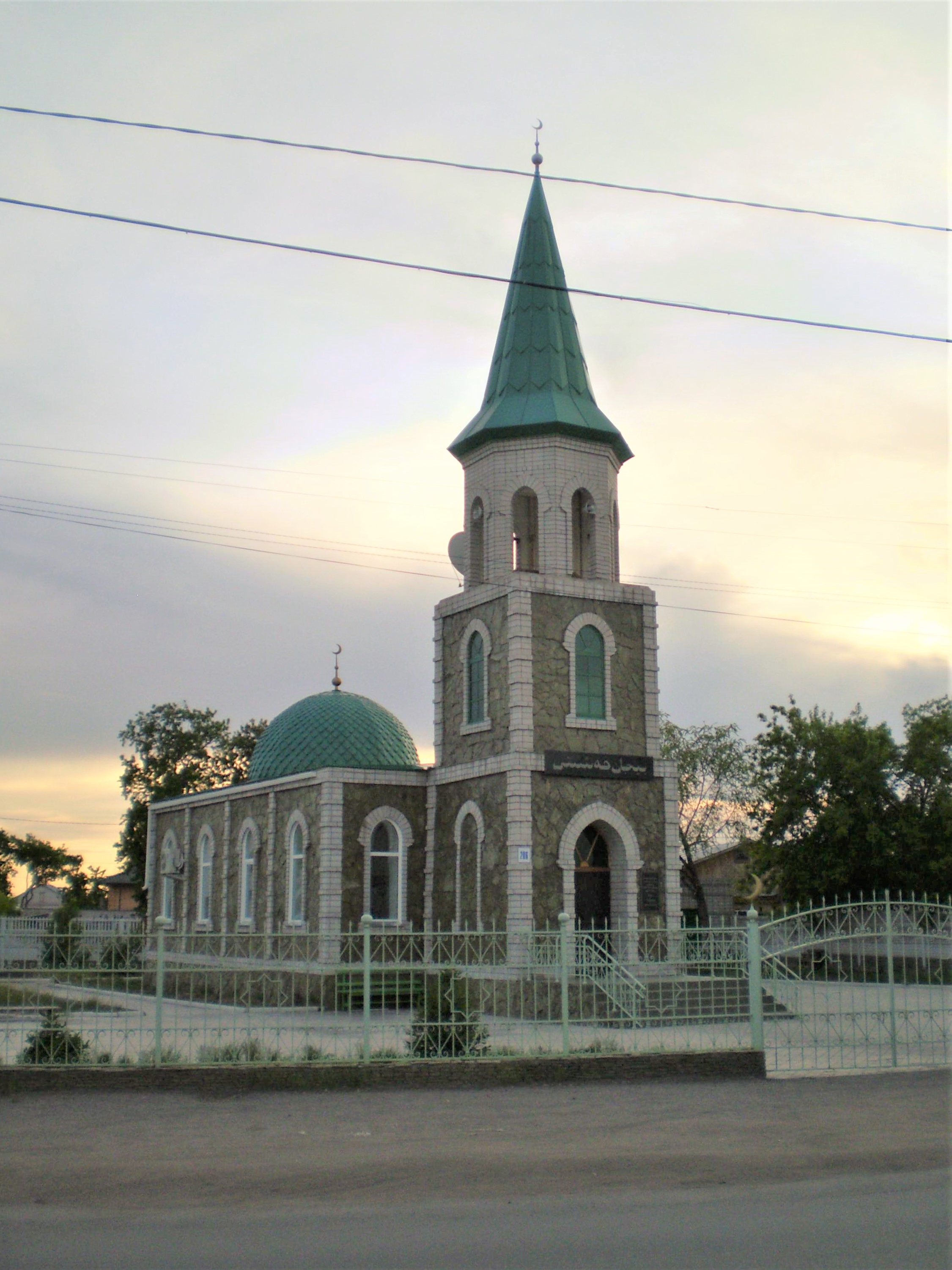
Bischan-Moschee
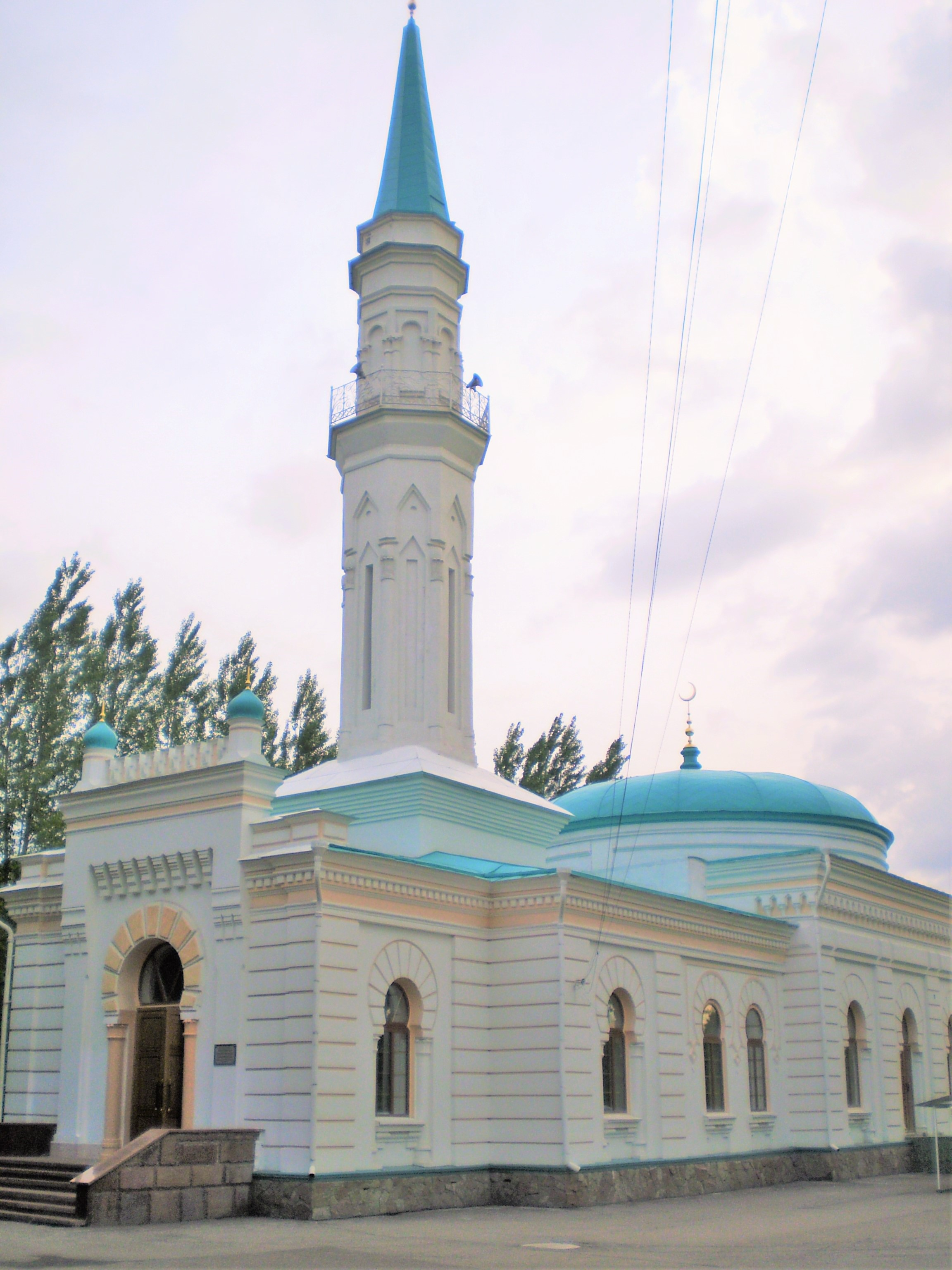
Weiße oder Abdulfattah-Ranasanow-Moschee

Nach dem Zerfall der Sowjetunion sind in Pawlodar einige Kirchen und Glaubensgemeinschaften entstanden oder neu aufgebaut worden. Die wichtigsten Religionen sind der Islam und das Christentum. Neben einer orthodoxen und einer katholischen Gemeinde gibt es zwei evangelisch-lutherische Gemeinden, eine Evangeliums-Christen-Baptisten-Gemeinde, eine Pfingstler-Gemeinde und eine charismatisch ausgerichtete Gemeinschaft.

## Wirtschaft und Infrastruktur
Heute ist Pawlodar ein Industriezentrum mit Schwerpunkt in den Bereichen Bau- und Metallindustrie (Aluminium), Petrochemie, Maschinenbau und Energieerzeugung. In der Stadt befinden sich Öl-, Aluminium-, Elektrolyse-, Metall-, Maschinenbauwerke. Das Pawlodarski Traktorny Sawod ist seit 2006 insolvent.
Zu den wichtigsten Unternehmen in der Region gehören:
- Pawlodarenergo
- Aluminium Kasachstan
- KazEnergoKabel
- Pavlodarsol
- Pawlodar-Raffinerie
- Bogatyr Komir
- Eurasian Natural Resources
  - Eurasian Energy Corporation (ECE)
- AES Ekibastuz
- Stanzia EGRES-2
- Ekibastuz GRES-1
- Sawod Werosplawow
- KSP Steel

### Verkehr
In zwölf Kilometern Entfernung liegt der Flughafen Pawlodar mit Verbindungen nach Moskau, Kiew sowie Almaty und Astana.
Durch Pawlodar verläuft die lange Ost-West-Route A17, eine wichtige Straße in Kasachstan. Die A18 beginnt in Pawlodar.
Der Bahnhof Pawlodar liegt an der Südsibirischen Eisenbahn. Hier zweigt eine Strecke nach Semipalatinsk ab.

### Bildung und Kultur
- 3 Hochschulen: Staatliche Universität Pawlodar, Staatliches Pädagogisches Institut Pawlodar, Eurasische Innovative Universität (InEU)
- 43 allgemeinbildende Schulen
- 4 Musikschulen
- 2 Theater
- 17 Bibliotheken
- Heimatkundemuseum, Museum für darstellende Kunst

### Sport
Der FK Ertis Pawlodar ist mit fünf gewonnenen Meisterschaften einer der erfolgreichsten Fußballvereine in Kasachstan und spielt seit der Unabhängigkeit des Landes ununterbrochen in der höchsten Spielklasse. Seine Heimspiele trägt der Verein im Zentralstadion von Pawlodar aus.
Die Eishockeymannschaft vom zweimaligen (2012/13, 2013/14) Meister HK Ertis Pawlodar nimmt an der Kasachischen Meisterschaft teil.

## Söhne und Töchter der Stadt
- Assyghat Schabaghin (* 1948), Politiker
- Mäschit Jessenbajew (* 1949), Politiker
- Alexander Pawlow (* 1953), Ökonom und Politiker
- Danial Achmetow (* 1954), Premierminister von Kasachstan
- Serik Qonaqbajew (* 1959), sowjetischer Boxer
- Jelena Lapuga (* 1964), Eisschnellläuferin
- Andrei Newsorow (* 1966), Skilangläufer
- Oleg Born (* 1968), deutsch-russischer Fußballspieler
- Dmitri Pantow (* 1969), Biathlet
- Ljudmila Prokaschewa (* 1969), Eisschnellläuferin
- Roman Skljar (* 1971), Politiker
- Serge Maschewski (* 1975), lutherischer Theologe und Bischof der Deutschen Evangelisch-Lutherischen Kirche der Ukraine
- Wiktorija Jalowzewa (* 1977), Leichtathletin
- Denis Kriwuschkin (* 1978), Skilangläufer
- Nelly Palmer (* 1979), deutsche Opern- und Konzertsängerin
- Andrei Golowko (* 1980), Skilangläufer
- Baqyt Särsekbajew (* 1981), Boxer
- Juri Juda (* 1983), Radrennfahrer
- Änuar Kümpekejew (* 1984), Politiker
- Alexei Beljajew (* 1985), Eisschnellläufer
- Alexander Gottfried (* 1985), deutscher Radrennfahrer
- Ilja Tschernyschow (* 1985), Radrennfahrer
- Sergei Berestowski (* 1986), Freestyle-Skier
- Andrei Seiz (* 1986), Radrennfahrer, Asienmeister
- Iwan Nifontow (* 1987), russischer Judoka
- Inna Weit (* 1988), deutsche Leichtathletin
- Darja Klimina, geb. Ussanowa (* 1989), Biathletin
- Max Kremer (* 1989), deutscher Fußballspieler
- Wiktor Krjukow (* 1990), Fußballspieler
- Anton Pantow (* 1991), Biathlet
- Maxim Braun (* 1993), Biathlet
- Irina Bykowa (* 1993), Skilangläuferin